# Kållandsö
Kållandsö [ˈkɔlandsø] es una isla del lago Vänern al sur de Suecia. Con una superficie de 56.78 km² es la segunda isla lacustre más grande del país, después de Torsö. Constituye la parte más septentrional del municipio de Lidköping. Kållandsö y el archipiélago circundante cuentan con unos 1.100 habitantes.
Debido a su ubicación y sus atractivos turísticos como el Castillo de Läckö, la isla es un popular destino para los visitantes.